# دالي (قبرص)
دالي أو ضالي هي قرية كبيرة في قبرص تقع في جنوب شرق العاصمة نيقوسيا، بالقرب من مدينة إيداليون القديمة. في عام 2001 بلغ عدد سكانها 5834. في عام 2011 تضاعف عدد السكان تقريباً ليصل 10466.

## إيداليون القديمة
كانت إيداليوم مدينة قديمة يحل مكانها الآن دالي الحديثة في مقاطعة نيقوسيا. تأسست المدينة بفضل تجارة النحاس في الألفية الثالثة قبل الميلاد. كشفت حفريات حديثة عن مبانٍ كبيرة في الموقع وهي مفتوحة للزوار. هناك متحف جديد أيضاً بالقرب من الموقع. كانت المدينة القديمة تقع في منطقة وادي غيالياس الخصبة، وازدهرت كمركز اقتصادي بفضل موقعها بالقرب من المناجم في السفوح الشرقية من جبال ترودوس وقربها من المدن والموانئ على الساحل الجنوبي والشرقي. 
ازدهرت إيداليون وأصبحت غنية جداً بحيث كانت إحدى المدن القبرصية الإحدى عشر الواردة في نصب سرجون (707 قبل الميلاد)، والأولى ضمن الممالك القبرصية العشر الواردة في منشور (لوح متعدد الجوانب) الملك الأشوري آسرحدون (680-669 قبل الميلاد).